# Sibine reletiva
Sibine reletiva är en fjärilsart som beskrevs av Dyar 1927. Sibine reletiva ingår i släktet Sibine och familjen snigelspinnare. Inga underarter finns listade i Catalogue of Life.